# Atlantic (Keane)
Atlantic è un singolo del gruppo musicale britannico Keane, pubblicato il 24 aprile 2006 come primo estratto dal secondo album in studio Under the Iron Sea.

## Descrizione
Composto dal pianista Tim Rice-Oxley, Atlantic è stato il primo brano ad essere stato concepito durante le sessioni di registrazione per Under the Iron Sea e, secondo quanto affermato dallo stesso Rice-Oxley, avrebbe dovuto essere pubblicato originariamente come b-side di un possibile singolo. Tuttavia, lo stesso affermò che il brano «è un brano di cui io ne vado davvero molto fiero [...] Ha qualcosa di speciale e per questo l'abbiamo scelto come brano d'apertura del disco, per le sue incredibili atmosfere».

## Video musicale
Il videoclip, diretto da Irvine Welsh e girato interamente in bianco e nero in una spiaggia del Sussex, mostra un uomo dai capelli lunghi e di corporatura robusta uscire dal mare e passeggiare per la spiaggia. Durante la passeggiata, vede inizialmente una coppia intenta ad arrotolare un foglietto di carta – probabilmente un messaggio di aiuto – per poi inserirla dentro una bottiglia e lanciarla nel mare. L'uomo distoglie velocemente lo sguardo da essi e, nel camminare, vede un ragazzino giocare a pallone contro una parete rocciosa; tuttavia il pallone, dopo essere stato calciato forte dal ragazzino contro la parete, rimbalza violentemente e cade in mare. Il ragazzino chiede all'uomo se può andarla a prendere e, di fronte al suo rifiuto, gli tira un calcio e corre via.
Ripresosi dalla botta, l'uomo prosegue e questa volta nota una signora sovrappeso in costume con indosso un salvagente intenta a provare a fare un bagno, ma le onde la travolgono e quando essere si placano, di lei non rimane che il suo salvagente. L'uomo rimane scioccato dall'evento e si guarda intorno per trovare qualcuno che l'aiuti, ma non trovando nessuno, continua il suo cammino; poco più avanti, trova un signore anziano dotato di metal detector e il protagonista lo porta in un posto della spiaggia per trovare qualcosa e, quando il metal detector rileva qualcosa, iniziano a scavare e trovano un uccello morto. L'anziano abbandona l'uomo e se va via. Procedendo nel suo cammino, incontra due bambini intenti a costruire un castello di sabbia, il quale verrà distrutto non appena i bambini vedono l'uomo.
Il brano finisce e al suo posto è possibile ascoltare parte della strumentale The Iron Sea e nel frattempo l'uomo si gira e vede tre teenager lanciare bombe nel mare. Subito dopo, una figura appoggia la mano sulla spalla dell'uomo, il quale si volta e vede in faccia la figura, la quale si rivela essere la Morte. Il video si conclude con la Morte che tiene per mano l'uomo che a sua volta tiene per mano tutte le persone che sono apparse nel video.

## Tracce
Testi e musiche di Tim Rice-Oxley, Tom Chaplin e Richard Hughes.
1. Atlantic – 4:13